# Turón (gastronomia)
I turón o turrón, anche conosciuti come turrón de banana, turrón de plátano  o lumpiyang saging (lumpia di banane in filippino), sono uno spuntino filippino.

## Caratteristiche
Si tratta di involtini fritti ripieni di banane tagliate sottili (preferibilmente della varietà saba), una fetta di giaca e addolciti con una spolverata di zucchero di canna. Possono essere utilizzati anche altri ripieni, tra cui patate dolci, mango, formaggio cheddar e cocco. I turón sono uno snack e cibo da strada popolare tra i filippini e vengono solitamente venduti lungo le strade assieme ad altre specialità isolane come i Banana kyu, i kamote kyu e i maruya. A Malabon il termine "turrón" o "turón" si riferisce invece a un lumpia fritto  e dolce a base di fagioli indiani verdi. I turón di banana di Malabon prendono infatti il nome di valencia o valencia trianggulo a causa della loro forma triangolare.